# Ken’iči Haraguči
Ken’iči Haraguči (japonsky 原口 謙一, Haraguči Ken’iči, * 26. srpna 1957) je bývalý japonský zápasník–judista.

## Sportovní kariéra
Judu se aktivně věnoval jako student univerzity Tókai v Tokiu. V japonské reprezentaci se pohyboval od konce sedmdesátých let dvacátého století. V roce 1980 přišel z politických důvodů o možnost bojovat o účast na olympijských hrách v Moskvě. V roce 1984 neuspěl při japonské nominaci na olympijské hry v Los Angeles na úkor Šindžiho Hosokawy. Po skončení sportovní kariéry pracoval jako trenér na střední škole Seišó (東海大学付属熊本星翔高等学校), patřící k univerzitě Tókai.

## Výsledky
| Turnaj            | 1983       | 1984       |
| Turnaj            | 26         | 27         |
| Turnaj            | superlehká | superlehká |
| ----------------- | ---------- | ---------- |
| Olympijské hry    |            | —          |
| Mistrovství světa | 3.         |            |
| Mistrovství Asie  |            | 1.         |